# Six Jours de Bassano del Grappa
Les Six Jours de Bassano del Grappa (en italien : Sei giorni di Bassano del Grappa) sont une ancienne course cycliste de six jours disputée entre 1986 et 1998 à Bassano del Grappa, en Italie. Deux autres éditions ont lieu en 2012 et 2013, mais sur trois jours seulement.

## Palmarès
| Année                             | Vainqueur                                   | Deuxième                                          | Troisième                                      |
| Six Jours de Bassano del Grappa   | Six Jours de Bassano del Grappa             | Six Jours de Bassano del Grappa                   | Six Jours de Bassano del Grappa                |
| --------------------------------- | ------------------------------------------- | ------------------------------------------------- | ---------------------------------------------- |
| 1986                              | Roberto Amadio Danny Clark Francesco Moser  | Anthony Doyle Silvio Martinello Paolo Rosola      | Gert Frank Urs Freuler Josef Kristen           |
| 1987                              | Moreno Argentin Anthony Doyle Roman Hermann | Pierangelo Bincoletto Danny Clark Francesco Moser | Adriano Baffi Josef Kristen Hans-Henrik Ørsted |
| 1988                              | Danny Clark Francesco Moser                 | Adriano Baffi Anthony Doyle                       | Silvio Martinello Stan Tourné                  |
| 1989                              | Adriano Baffi Danny Clark                   | Pierangelo Bincoletto Stan Tourné                 | Stefano Allocchio Silvio Martinello            |
| 1990                              | Volker Diehl Silvio Martinello              | Marat Ganeïev Konstantin Khrabvzov                | Mario Cipollini Urs Freuler                    |
| 1991-95                           | Non-disputés                                |                                                   |                                                |
| 1996                              | Silvio Martinello Marco Villa               | Bruno Risi Kurt Betschart                         | Cristiano Citton Andrea Collinelli             |
| 1997                              | Cristiano Citton Andrea Collinelli          | Silvio Martinello Marco Villa                     | Bruno Risi Kurt Betschart                      |
| 1998                              | Marco Villa Adriano Baffi                   | Andrea Collinelli Giovanni Lombardi               | Etienne De Wilde Matthew Gilmore               |
| Trois nuits de Bassano del Grappa |                                             |                                                   |                                                |
| 2012                              | Franco Marvulli Elia Viviani                | Tomas Alberio Kabir Lenzi                         | Fabio Masotti Walter Pérez                     |
| 2013                              | Piergiacomo Marcolina Franco Marvulli       | Marcel Barth Nico Hesslich                        | Vojtěch Hačecký Marek Mixa                     |